# Dorfkirche Töplitz

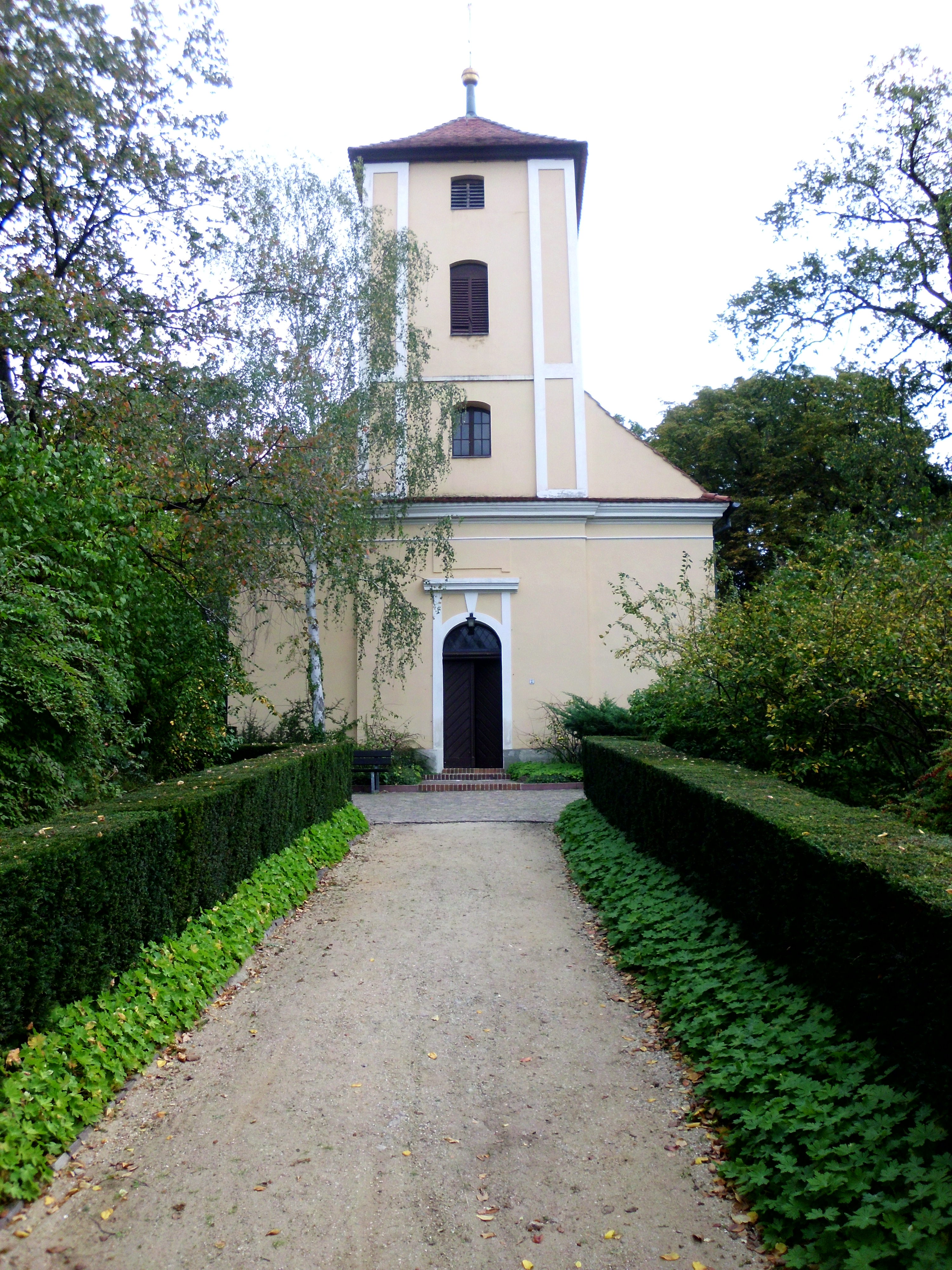
Dorfkirche Töplitz

Die Dorfkirche Töplitz ist eine denkmalgeschützte evangelische Kirche, die im Gemeindeteil Töplitz der Stadt Werder im Landkreis Potsdam-Mittelmark von Brandenburg steht. Die Kirche, die zum Pfarrbereich Töplitz im Kirchenkreis Mittelmark-Brandenburg der Evangelischen Kirche Berlin-Brandenburg-schlesische Oberlausitz gehört, ist in der Denkmalliste des Landes Brandenburg unter der ID-Nr. 09190428  eingetragen.

## Beschreibung

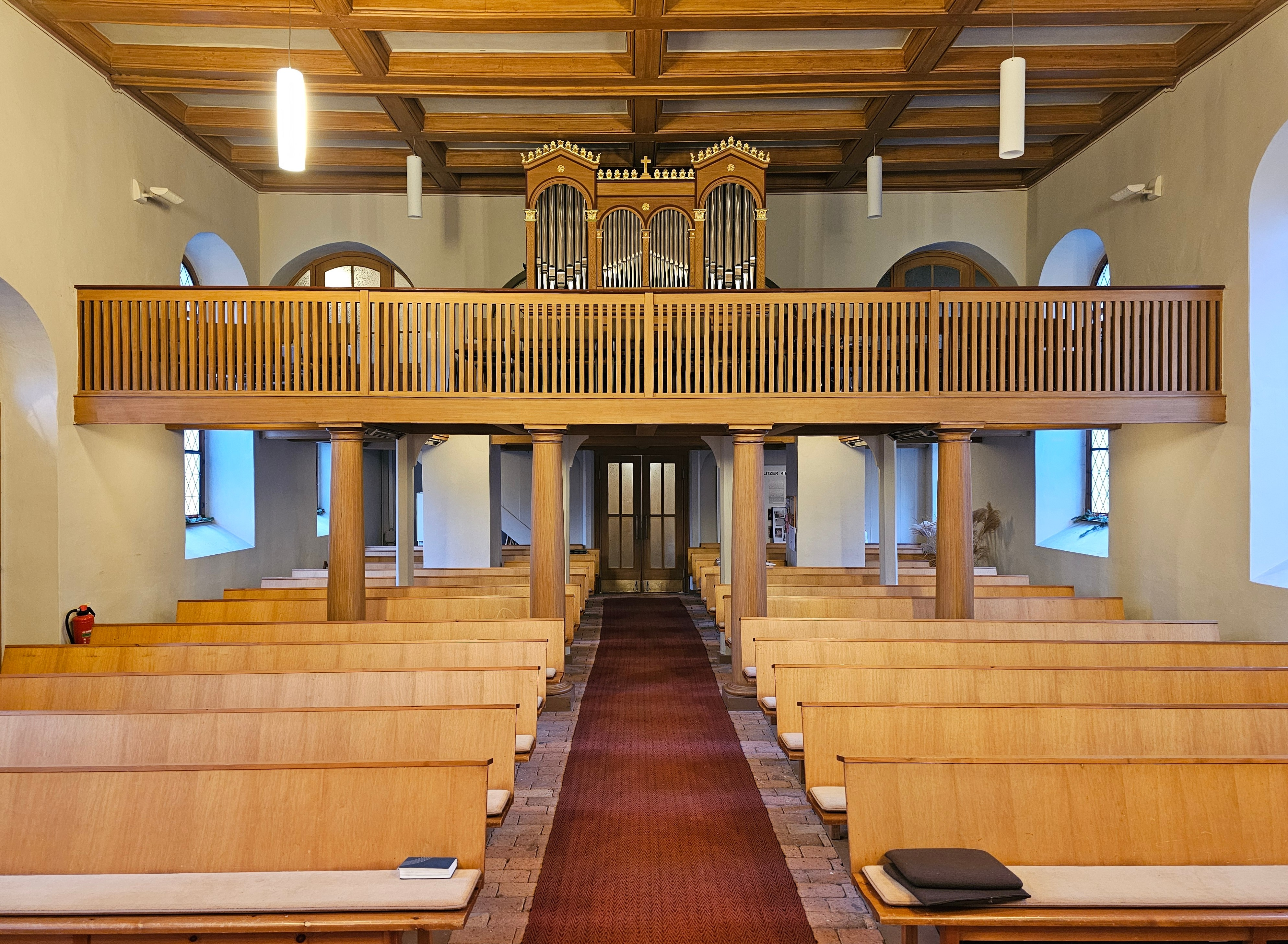
Innenraum, Blick zur Orgel (2024)

Das Langhaus wurde im 17. Jahrhundert erbaut. Der Dachturm im Westen des Langhauses wurde 1739 errichtet und 1875 umgebaut. Darunter befindet sich das Portal. 
Der Innenraum wurde 1968 umgestaltet. Die vormals dreiseitige Empore wurde entfernt. 2004 wurde ein drehbarer Flügelaltar von Eva-Maria Viebeg anstelle des Kanzelaltars aus dem dritten Viertel des 18. Jahrhunderts aufgestellt. Die Orgel auf der Empore mit sieben Registern auf einem Manual und Pedal wurde 1880 von Carl Eduard Gesell gebaut.